# Eupithecia alticomora
Eupithecia alticomora är en fjärilsart som beskrevs av Claude Herbulot 1981. Eupithecia alticomora ingår i släktet Eupithecia och familjen mätare. Inga underarter finns listade i Catalogue of Life.